# Mysmenella jobi
Mysmenella jobi är en spindelart som först beskrevs av Kraus 1967.  Mysmenella jobi ingår i släktet Mysmenella och familjen Mysmenidae. Inga underarter finns listade i Catalogue of Life.